# تاکسیدرمی (فیلم)
تاکسیدرمی (مجاری: Taxidermia) یک فیلم کمدی ترسناک سیاه به کارگردانی جرج پالفی محصول مشترک سه کشور مجارستان، اتریش و فرانسه است که سال ۲۰۰۶ منتشر شد.